# 陳文帥
陳文帥（1889年—1961年2月9日），綽號火老五，巴士售票員、司機出身，後成爲和好教武裝的中將，1954年成爲越南國軍中將。

## 生平

### 早年經歷
1889年陳文帥出生於越南南部的龍川，後定居於芹苴的丐盆。陳文帥從一個沒有受過教育的農民做起，先是在巴薩河上的船隻上擔任機械師，後來在一家巴士公司任職售票員，最後成爲了一名巴士司機。後來，他控制了運營於茶溫和芹苴之間的巴士服務。在此期間，陳文帥成爲了一個巴士司機幫派的頭目。1940年，在與一個敵對幫派的老闆的鬥爭中，陳文帥受了重傷而不得不放棄工作。

### 和好教
在這段時間中，陳文帥皈依了由黄富楚創立的和好教，並投入了大量的精力來建設該教派的隊伍。他的第三任妻子黎氏錦接管了他的生意以及巴士公司的管理。陳文帥在第二次世界大戰期間成爲了和好教派的主要軍事領袖。
1945年9月7日至9日，一支由15,000名和好教徒組成的隊伍，手持白刃戰武器，在托洛茨基主義者的協助下，襲擊了港口城市芹苴的越盟基地，和好教認爲芹苴市是他們活動領地的中心。這支隊伍由陳文帥和他的長子、林成元和黄富楚的弟弟率領，由於和好教徒武器陳舊，他們在戰鬥中被擊敗，黄富楚的手下們遭到了越盟控制的先鋒青年團野蠻地屠殺，據報導，後者得到了附近日本駐軍的協助。黄富楚死後，陳文帥擔任了和好武裝部隊的總司令的職務。
20世紀50年代，由吳廷琰領導的西貢新當局希望撤銷和好教的自治權。吳廷琰要求陳文帥將他控制的行政區域移交給西貢政府。陳文帥拒絕了這一要求，於是吳廷琰派遣越南國軍前往該地區，並威脅說，如果和好部隊進行抵抗，他們將夷平陳文帥的總部。不過，吳廷琰政府還是支付了300萬美元以換取陳文帥的忠誠。

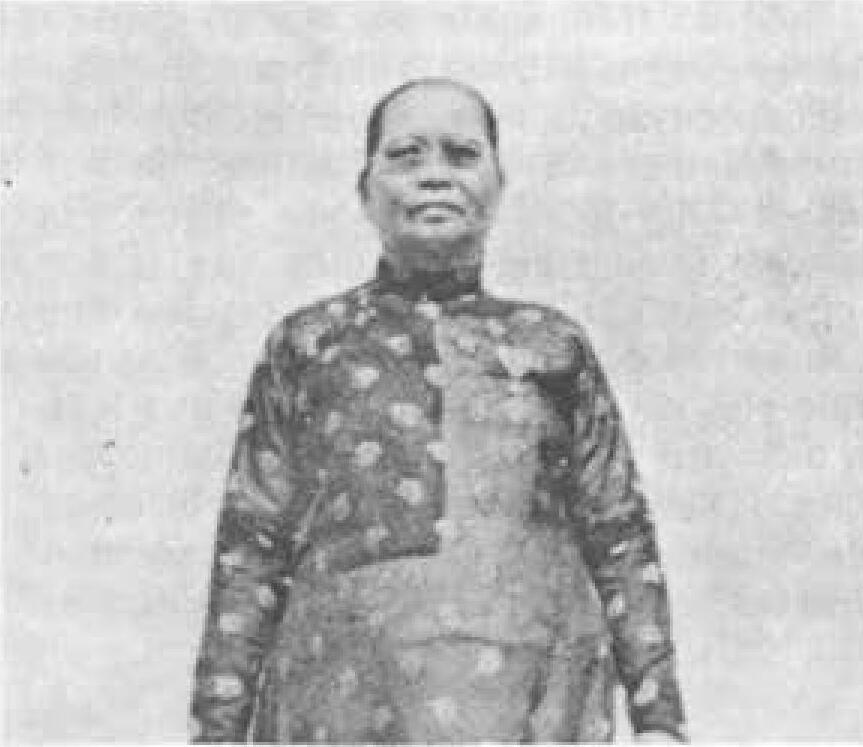
黎氏錦

1955年5月下旬，隨著越南國軍消滅了平川派的大部分力量，陳文帥和其他和好教派將軍爲自己沒有得到足夠的特權而感到憤怒，向西貢政府宣戰。他們知道與越南國軍直接對抗將遭受巨大損失，於是燒毀了自己的基地，並將約16,000人的軍隊分散到了叢林中以進行游擊戰。這一次，美國人沒有阻止吳廷琰進行反擊。6月5日，由楊文明將軍率領的越南國軍發動了攻勢，到了6月中旬，越南國軍在柬埔寨邊境附近擊潰了陳文帥的軍隊，迫使他撤退到柬埔寨。兩名和好教將軍投降，另一名教派將軍黎光榮在法庭上被判犯有一系列謀殺罪后，在公眾面前遭到逮捕並被斬首。
陳文帥於1956年辭職，並於1961年2月9日在西貢去世。

## 家庭
妻子黎氏錦，人稱“樊梨花”，和好教民兵女將。

### 引用
1. ↑  Tai 1983，第121頁.
2. ↑  Tai 1983，第120頁.
3. 1 2  Tai 1983，第120–121頁.
4. ↑  Tai 1983，第130頁.
5. 1 2  Fall 1963，第151–153頁.
6. 1 2  Marr 2013，第409頁.
7. 1 2  Fall 1955，第246頁.
8. 1 2  McAlister 1969，第95頁.
9. ↑  Tai 1983，第139頁.
10. ↑  Dommen 2001，第194頁.
11. ↑  Jacobs 2004，第194頁.
12. ↑  Moyar 2009，第34頁.
13. ↑  Moyar 2009，第46頁.
14. ↑  Cook 2011，第1012頁.
15. 1 2  Moyar 2009，第53–54頁.
16. ↑  Lâm Quang Thi 2001，第87頁.
17. ↑  Moyar 2009，第64–65頁.
18. 1 2  Vũ Ngự Chiêu. . Nghiên Cứu Lịch Sử. 2017-10-10  [2022-06-11]. （原始内容存档于2021-04-14）.

### 來源
- Fall, Bernard. . 紐約: Praeger Publishers. 1963. ISBN 0999141791.
- G. Marr, David. . 伯克利): University of California Press. 2013. ISBN 0520274156.
- B. Fall, Bernard. . Pacific Affairs. 1955年9月, 28 (3): 235–253. JSTOR 3035404. doi:10.2307/3035404.
- T. Jr McAlister, John. . 紐約: Alfred A. Knopf for the Center of International Studies, Prince University. 1969. LCCN 69010690.
- Tai, Hue-Tam Ho. . Harvard University Press. 1983. ISBN 0674433696.
- Dommen, Arthur J. . Indiana University Press. 2001. ISBN 0253338549.
- Jacobs, Seth.  第二版. Duke University Press. 2004. ISBN 0822334291. ISSN 2692-0514.
- Moyar, Mark. . Cambridge University Press. 2009. ISBN 0521757630.
- Lâm Quang Thi. . University of North Texas Press. 2001. ISBN 1574411438.
- Cook, Jeffery B. . Abc-Clio Inc. 2011. ISBN 1851099603.